# مونتاینویو، شهرستان کنترا کوستا، کالیفرنیا
مونتاینویو (به انگلیسی: Mountain View) یک منطقهٔ مسکونی در ایالات متحده آمریکا است که در شهرستان کنترا کوستا، کالیفرنیا واقع شده‌است. مونتاینویو ۳۱٫۷۸ کیلومتر مربع مساحت و ۱۰٬۲۳۴ نفر جمعیت دارد و ۳۴٫۱۴ متر بالاتر از سطح دریا واقع شده‌است.